# Lữ đoàn 33 (Ukraina)
Lữ đoàn cơ giới số 33 (tiếng Ukraina: 33-тя окрема механізована бригада) là một lữ đoàn của Lực lượng mặt đất Ukraina được thành lập vào năm 2016. Lữ đoàn cơ giới số 33, ban đầu được thành lập vào tháng 4 năm 2016 với tư cách là một phần của Quân đoàn Dự bị Ukraine, đã xuất ngũ và về cơ bản chỉ tồn tại trên giấy tờ trong một khoảng thời gian. Tuy nhiên, lữ đoàn đã được hoạt động trở lại. Là biểu tượng của sự tái kích hoạt này, đơn vị đã được cấp phù hiệu mới có hình một con sói, được cho là đại diện cho Lữ đoàn. Sau đó lữ đoàn được nhận một phù hiệu mới có hình một thanh kiếm với đầu lâu trên đó. Năm 2023, Quân đội Ukraina thành lập ba quân đoàn cơ động mạnh. Lữ đoàn 33 được biên chế vào đội hình của Quân đoàn lục quân 10.

## Cơ cấu
Tính đến năm 2023, cơ cấu của lữ đoàn như sau:* Sở chỉ huy & Đại đội chỉ huy;
- Tiểu đoàn cơ giới 1;
- Tiểu đoàn cơ giới 2;
- Tiểu đoàn cơ giới 3;
- Tiểu đoàn xe tăng cơ giới;
- Tiểu đoàn pháo binh;
- Tiểu đoàn phòng không;
- Đại đội trinh sát UAV "Sky Monsters" Đại đội UAV (vận hành các FPV và máy bay không người lái kamikaze).
- Tiểu đoàn công binh;
- Tiểu đoàn thông tin;
- Tiểu đoàn hậu cần;
- Đại đội bảo trì;
- Tiểu đoàn radar;
- Đại đội quân y;
- Đại đội hóa chất, sinh học, phóng xạ và hạt nhân (CBRN)